# Wolfgang Kleinwächter

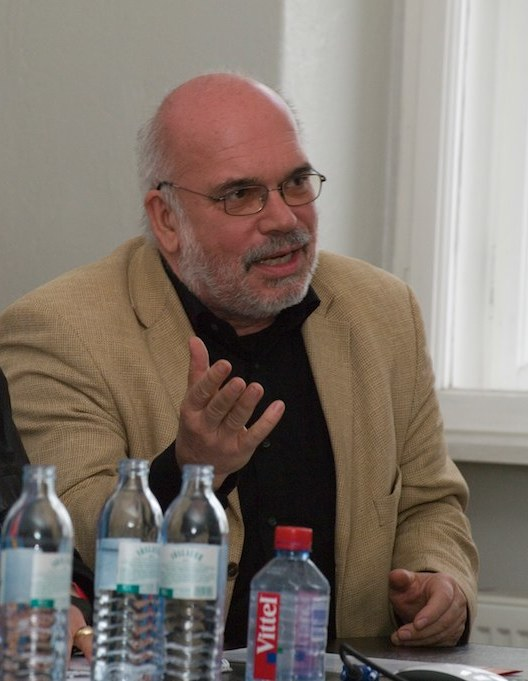
Wolfgang Kleinwächter, 2010

Wolfgang Kleinwächter (* 1947 in Zwickau) ist ein deutscher Kommunikationswissenschaftler und Internet-Governance-Experte. Er ist Mitglied unter anderem der ICANN und des IGF.
Seit 1998 ist er Professor für Internationale Kommunikationspolitik und Regulierung am Department for Media and Information Sciences der Universität Aarhus.
Im Juli 2012 wurde er vom Verband der Deutschen Internetdienstleister eco für seine Anstrengungen in seinem Fachbereich ausgezeichnet. Zusätzlich ist er Herausgeber der Schriftenreihe „MIND Discussion Paper Series“ zu globalen Internet-Governance-Themen des Berliner Think Tanks Internet & Gesellschaft Collaboratory. Im November 2013 wurde er in den Vorstand von ICANN aufgenommen.
Kleinwächter studierte Kommunikation, Internationales Recht und Internationale Beziehungen an der Universität Leipzig, wo er 1981 zum Dr. rer. pol. promoviert wurde. Er lehrte unter anderem an der School of International Services der American University in Washington D.C. sowie an der Fakultät für Journalismus der Lomonossow-Universität in Moskau. Er gehört zu den Initiatoren der Charta der Digitalen Grundrechte der Europäischen Union, die Ende November 2016 veröffentlicht wurde.

## Veröffentlichungen (Auswahl)
- Weltproblem Information (1988)
- Hundred Years of Global Communication Regulation (1992)
- Broadcasting Legislation in Central and Eastern Europe (1994)
- the Cyberright to Communicate: A new Human Right? (1997)
- ICANN between Political Challenges and Technical Mandate (2000)
- Kleingeld: The Banker and the Beggar p.o.v. Number 11, March 2001 - Rezension des Kurzfilms Kleingeld